# 1115
1115 (MCXV) a fost un an obișnuit al calendarului iulian.

## Evenimente
- 11 februarie: Bătălia de la Welfesholz: Lothar I de Supplinburg, în fruntea nobililor saxoni revoltați, îl înfrânge pe împăratul Henric al V-lea.
- 11 aprilie: Ludovic al VI-lea începe să asedieze turnul Castillon, în regiunea Amiens.
- 24 iulie: La moartea contesei Matilda de Toscana, ultima moștenitoare a conților de Lucca, Imperiul romano-german imperialii se opun cedării Toscanei către Sfântul Scaun; ca urmare, Florența, Lucca, Pisa și Pistoia devine orașe libere.
- 3 august: Regele Ludovic al VI-lea al Franței se căsătorește cu Adelaida de Savoia.
- 14 septembrie: Armata atabegului de Mosul, Bursuqi, este surprinsă și distrusă într-o ambuscadă la Tell Danîth, pusă la cale de Roger de Salerno, principe de Antiohia.
- 1 noiembrie: Împăratul Henric al V-lea convoacă o dietă la Mainz, pentru a reglementa criza din Saxonia.

### Nedatate
- martie: Campanie a regelui Ludovic al VI-lea al Franței contra lui Thomas de Marle, anatemizat la conciliile de la Beauvais și Soissons pentru jefuire de biserici.
- Cruciații lui Roger de Salerno îi înfrâng pe musulmani în bătălia de la Sarmin, în Siria.
- Etienne de Blois își ia și titlul de conte de Mortain.
- Noul atabeg de Mosul, Aq Sonqor Bursuqi, în fruntea selgiucizilor din Irak, rezistă cu succes în fața unei coaliții a sirienilor din Damasc și Alep și a cruciaților din Antiohia, Ierusalim și Tripoli.
- Patriarhul latin de Ierusalim, Arnulf de Chocques, este acuzat de relații sexuale cu o musulmană, fiind demis.
- Regele Balduin I al Ierusalimului construiește castelul cruciat Montreal.
- Se proclamă republica la Vicenza.
- Triburile jurchenilor (djurgeților), conduse de Agouda, după alungarea khitailor, întemeiază statul chinez Jin, iar Agouda devine împărat.
- Victoria împăratului bizantin Alexios I Comnen la Philomelion (astăzi, Akșehir) asupra selgiucizilor de Rum.

## Arte, științe, literatură și filozofie
- 2 mai: Moaștele sfinților Boris și Gleb sunt transferate la colegiul Vîșhorod, în apropiere de Kiev.
- 25 iunie: Sfântul Bernard de Clairvaux întemeiază Mănăstirea Clairvaux, la nord de Dijon.
- Filosoful Pierre Abelard devine canonic la Notre-Dame de Paris.
- Guibert de Nogent își scrie memoriile.
- Hugo de Saint Victor intră în Mănăstirea Saint Victor din Paris.
- Se realizează sculpturile la portalul  Mănăstirii Moissac.

## Înscăunări
- Agouda, împărat al statului chinez Jin (1115-1122)
- Etienne de Blois, conte de Mortain.

## Nașteri
- Magnus al IV-lea, rege al Norvegiei (d. 1139).
- Berengar Ramon I, conte de Provence (d. 1144).

## Decese
- 8 iulie: Petru Eremitul, predicator cruciat (n. ?)
- 24 iulie: Matilda, contesă de Toscana (n. 1046)
- 1 august: Oleg Sviatoslavici, cneaz de Chernigov (n. ?)
- 13 decembrie: Yves de Chartres, canonist francez (n. 1040)
- 22 decembrie: Olaf Magnusson, rege al Norvegiei (n. 1099)
- Thierry al II-lea, duce de Lorena (n. ?)